# Irwin Kostal
Irwin Kostal est un compositeur américain né le 1er octobre 1911 à Chicago, Illinois (États-Unis), décédé le 23 novembre 1994 à Studio City.

## Filmographie
- 1950 : Your Show of Shows (en) (série TV)
- 1955 : Gunsmoke ("Gunsmoke") (série TV)
- 1961 : West Side Story (orchestration et arrangements)
- 1964 : Mary Poppins
- 1966 : Lucy in London (en) (TV)
- 1971 : L'Apprentie sorcière (Bedknobs and Broomsticks)
- 1976 : L'Oiseau bleu (The Blue Bird)
- 1977 : Peter et Elliott le dragon (Pete's Dragon)
- 1983 : Le Noël de Mickey (Mickey's Christmas Carol)